# Cortez Broughton
Cortez A. Broughton (Warner Robins, 2 settembre 1996) è un giocatore di football americano statunitense che milita nel ruolo di defensive tackle per i Los Angeles Chargers della National Football League (NFL).

## Carriera professionistica

### Los Angeles Chargers
Broughton fu scelto dai Los Angeles Chargers nel corso del settimo giro (242º assoluto) del Draft NFL 2019. Il 15 novembre 2019 fu inserito in lista infortunati chiudendo così la sua stagione da rookie con 2 sole presenze e 5 tackle.